# Æon
Æon K.K. (jap. イオン株式会社, Ion Kabushiki kaisha) ist eine japanische Einzelhandel-Holdinggesellschaft. Sie ist eines der größten Einzelhandelsunternehmen Japans und besitzt Aeon-Hypermärkte, die Einkaufszentren Aeon Mall und Aeon Town, die Supermärkte Daiei, MaxValu, Maruetsu und My Basket, den Convenience Store Ministop, die Drogerie Welcia und die Kinos Aeon Cinema. Der Firmensitz ist in Chiba.

## Geschichte
Das Unternehmen wurde 1758 unter dem Firmennamen Shinohara-ya (篠原屋) durch Okada Sozaemon (岡田 惣左衛門) gegründet. Durch ein Tochterunternehmen werden die JUSCO, (Japan United Stores Company), Einkaufsmärkte in Japan betrieben.